# Pisz
Pisz [pʲiʂ] (antiguamente Jańsbork, en alemán: Johannisburg) es una ciudad ubicada en el voivodato de Varmia y Masuria en Polonia, con una población de 19.547. Es la sede del Gmina Pisz. Se encuentra al sur del lago Śniardwy, en la unión entre el lago Roś y el río Pisa.

## Historia
La actual Pisz se establece sobre el que fue originalmente un pueblo indígena de origen eslavo. En 1345, la Orden Teutónica comenzó la construcción de un castillo cerca del Bosque de Puszcza Piska, una arboleda que se encuentra dentro del Distrito de los lagos de Masuria.
El castillo fue nombrado Johannisburg, en honor a San Juan el Bautista. El asentamiento ya estaba completamente en 1367, pero no fue hasta 1645 que recibió el título de ciudad, por el rey Vladislao IV Vasa. El nombre oficial en alemán de la ciudad era Johannisburg, mientras que los residentes de habla polaca se refiere a ella como Jańsbork. Su crecimiento inicial se debe mucho a la habilidad de los residentes en la apicultura, y se encuentra en las rutas comerciales que llevan a Gdansk y a los ríos Vístula y Narew. Se convirtió en parte de Ducado de Prusia en 1525 y de Brandenburgo-Prusia en 1618.
Entre 1709-1710 el 80% de los habitantes murieron debido a la epidemia de peste. La ciudad comenzó a desarrollarse ampliamente en el siglo XIX como parte del Reino de Prusia. La población de la ciudad en 1876 fue de aproximadamente 3.000 habitantes. Gracias al ferrocarril construido entre Allenstein (Olsztyn) y Lyck (Ełk), la ciudad se desarrolló rápidamente, gracias al desarrollo industrial de la industria maderera y metalúrgica.

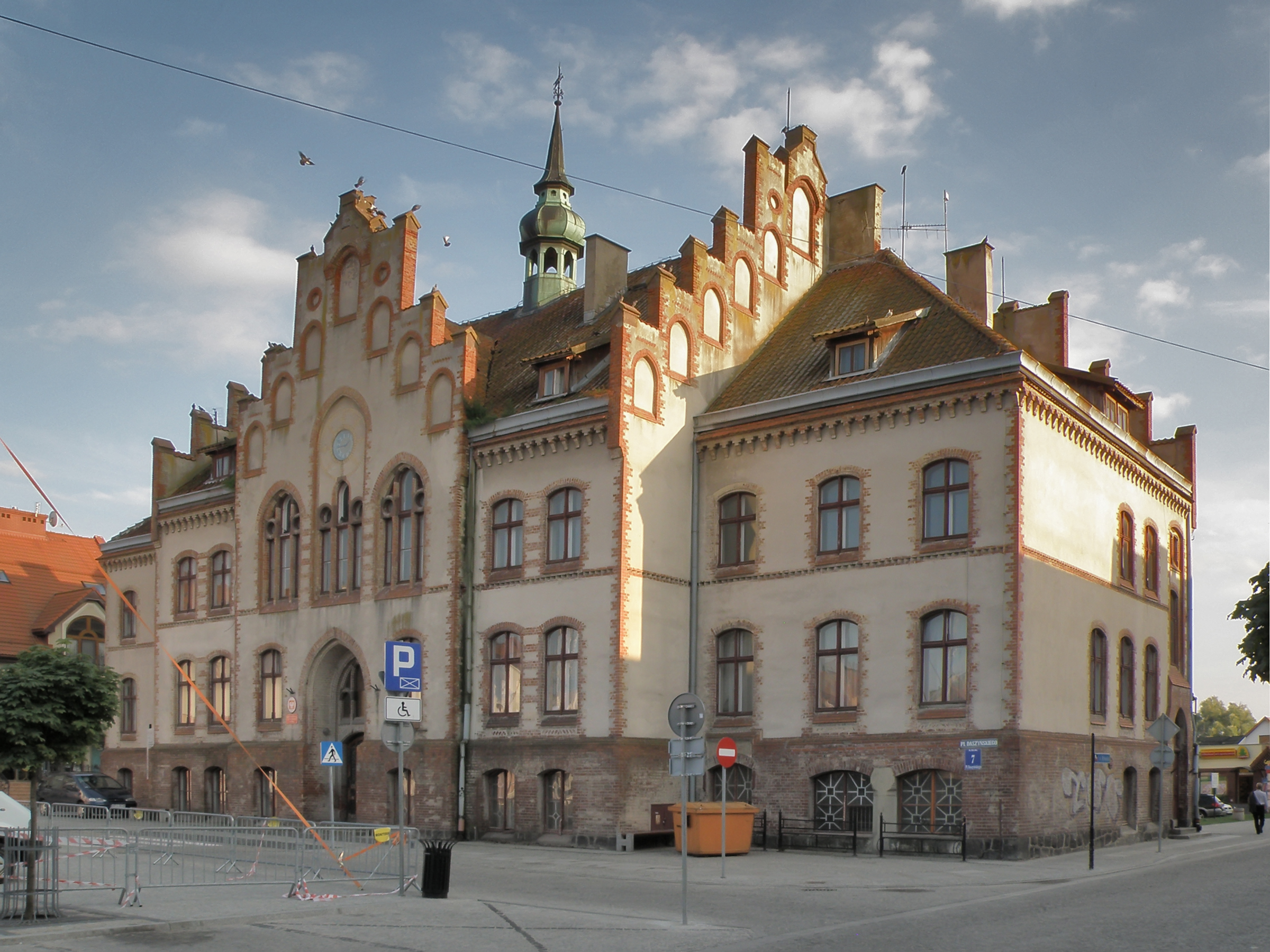
Ayuntamiento de Pisz

Como resultado del tratado de Versalles, se organizó el plebiscito de Warmia y Masuria bajo el control de la Sociedad de Naciones, para comprobar qué ciudades quieren permanecer en Prusia Oriental o anexionarse al Zarato de Polonia. El referéndum se tradujo en el 99,96% de los votos para permanecer en Prusia Oriental y 0,04% para formar parte de Polonia.
Durante la Segunda Guerra Mundial, la ciudad resultó gravemente dañada por la Alemania Nazi y por el Ejército Rojo. Al final de la guerra, fue transferido a Polonia en el Acuerdo de Potsdam y rebautizada oficialmente como Pisz en 1946. El nombre Pisz viene de la antigua palabra prusiana pisa ("pantano"), debido al agua de lodo del lago Roś. Hoy día, la ciudad es un lugar popular para comenzar la navegación en los lagos de Masuria.

## Ciudades hermanadas
- Alemania - Schleswig
- Lituania - Alytus
- Estonia - Mustvee